# 河靜省
河靜省（越南语：／）是越南中北沿海地區的一個省，省莅河静市。

## 地理
河静省北與乂安省相鄰，南接廣平省，西臨老挝博利坎赛省和甘蒙省，東臨北部灣。面积5,990.7平方千米，2019年总人口1,288,866人。

## 历史

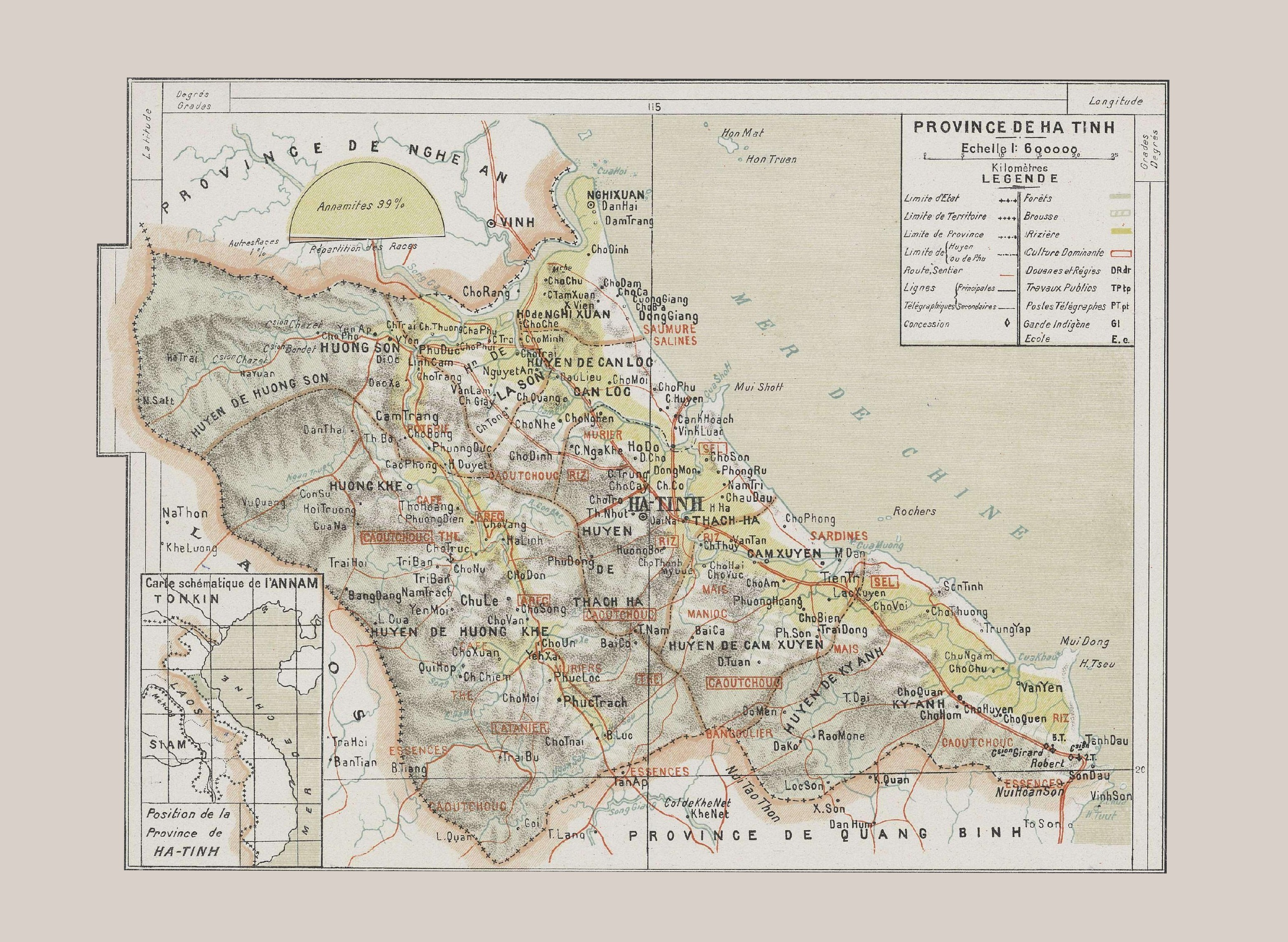
法属印度支那时期的河靜省地图

古为越裳之地。秦朝时隶属象郡。秦末天下大乱，赵佗据守岭南自立，河静省被纳入了南越国统治。
西漢元鼎六年（前111年），漢滅南越國。在南越國故地設置十郡，河靜省屬於九真郡。三國時期，吳國分九真郡設九德郡，河靜省屬於九德郡。隋朝時屬於日南郡，唐朝改為驩州。
在阮朝明命十二年（1831年）分設省轄之前，河靜省一直與乂安省屬於同一行政單位管轄。丁朝時屬於驩州道。
李朝順天元年（1010年），改為驩州寨。
天成三年（1030年），改驩州寨為乂安寨。
陳朝隆慶二年（1374年），改為乂安路。
光泰十年（1397年），改為臨安鎮。
屬明時期，河靜省屬於乂安府和南靖州。
後黎朝初期，屬於海西道。
黎聖宗光順七年（1466年），劃分承宣，河靜省屬於乂安承宣河華府和德光府，河華府領石河縣和奇華縣二縣，德光府領羅山縣、天祿縣、宜春縣、真福縣、香山縣、清江縣。河華府和德光府的天祿縣、宜春縣、羅山縣、香山縣四縣就是河靜省的前身。
阮朝嘉隆元年（1802年），設乂安鎮，河靜隸屬乂安鎮河華府和德光府。
明命二年（1821年），改德光府為德壽府。
明命十二年（1831年），分設省轄，以河華府和德壽府設立河靜省；河華府轄奇華縣、石河縣二縣；德壽府轄祿縣、羅山縣、香山縣和宜春縣四縣。
明命十八年（1837年），析奇華縣設華川縣，隸屬河華府。
明命二十一年（1840年），乂安省鎮定府下轄甘門縣和甘吉縣改隸德壽府。
紹治元年（1841年），避佐天仁皇后胡氏華諱，改河華府、奇華縣、華川縣為河清府、奇英縣和錦川縣；同時將乂安省下轄羈縻鎮定府、鎮靖府和樂邊府改隸河靜省。
嗣德六年（1853年），廢河靜省，德壽府和鎮靖、鎮定和樂邊三土府改隸乂安省，改河清府為河靜道，名義上隸屬乂安省。
嗣德二十一年（1868年），析德壽府香山縣置香溪縣，隸屬德壽府。
嗣德二十九年（1876年），復設河靜省，改河靜道為河清府，德壽府復隸河靜省。
19世紀90年代，法屬印度支那政府劃定老撾與越南邊界，將鎮定府、鎮靖府、樂邊府等土府劃歸老撾保護國。至此，河靜省僅轄德壽、河清二府。
維新九年（1915年），改石河縣為石河府，廢河清府，奇英縣設置知縣。
1945年8月，八月革命爆發，越南民主共和國接管了越南帝國在河靜的政權組織。
1948年1月25日，越南政府将各战区合并为联区，战区抗战委员会改组为联区抗战兼行政委员会。第四战区改组为第四联区，设立第四联区抗战兼行政委员会，河静省划归第四联区管辖。
1948年3月25日，北越政府废府、州改县。
1954年，第一次印度支那戰爭結束，越南按照北緯十七度劃分為南北兩部分。河靜省屬於越南民主共和國管轄。
1958年11月24日，胡志明签署敕令，自12月1日起撤销第四联区。河静省划归中央政府直接管辖。
1958年，石河縣析置河靜市社。
1975年12月27日，河靜省和乂安省合併為乂靜省。
1991年8月12日，乂靜省再次分設為乂安省和河靜省。河靜省下轄河靜市社和錦川縣、干祿縣、德壽縣、香溪縣、香山縣、奇英縣、宜春縣、石河縣8縣，省莅河静市社。
1992年3月2日，德壽縣和干祿縣析置鴻嶺市社。
2000年8月4日，德壽縣、香山縣和香溪縣析置霧光縣。
2007年2月7日，干祿縣和石河縣析置祿河縣。
2007年5月28日，河靜市社改制為河靜市。
2015年4月10日，奇英縣析置奇英市社。
2024年11月14日，越南国会常务委员会通过决议，自2025年1月1日起，石河县11社、锦川县2社和禄河县1社划归河静市管辖，禄河县并入石河县。

## 行政區劃
河静省下辖1市2市社9个县，省莅河静市。
- 河靜市（Thành phố Hà Tĩnh）
- 鴻嶺市社（Thị xã Hồng Lĩnh）
- 奇英市社（Thị xã Kỳ Anh）
- 干祿縣（Huyện Can Lộc）
- 錦川縣（Huyện Cẩm Xuyên）
- 德壽縣（Huyện Đức Thọ）
- 香溪縣（Huyện Hương Khê）
- 香山縣（Huyện Hương Sơn）
- 奇英縣（Huyện Kỳ Anh）
- 宜春縣（Huyện Nghi Xuân）
- 石河縣（Huyện Thạch Hà）
- 霧光縣（Huyện Vũ Quang）